# 約旦經濟
約旦經濟被歸類為新興市場。1970年代人均國內生產總值增長351%，其後在1980年代下跌30%，再在1990年代增加36%。1999年國王阿卜杜拉二世登基後，自由主義經濟政策出台，一直蓬勃發展持續到2009年，每年經濟增長8％，增長率在2011年阿拉伯之春爆發後放緩至僅2％。約旦人口大幅增加，經濟增長放緩，加上公共債務上升，導致貧困和失業情況惡化。2015年，約旦國內生產總值376億美元，全球排名第89位。
約旦與美國、加拿大、新加坡、馬來西亞、歐盟、突尼斯、阿爾及利亞、利比亞、阿爾及利亞、土耳其和敘利亞簽訂自由貿易協定，並計劃擴展至伊拉克、巴勒斯坦民族權力機構、海灣阿拉伯國家合作委員會、黎巴嫩和巴基斯坦。約旦是大阿拉伯自由貿易區（GAFTA）、歐盟-地中海自由貿易區（EMFTA）和阿加迪爾協定的成員國，也享有歐盟的優先地位（Advanced Status）。
約旦是新興知識型經濟，主要障礙包括水資源稀缺、能源完全依賴進口石油、區域不穩定。該國適合耕種的土地只有一成，水源供應有限，降雨少而多變，大部分地下水不可再生。約旦的主要經濟資源來自磷酸鹽、草木灰等衍生化肥物、旅遊業、海外匯款和外國援助，這些都是硬通貨（hard currency）收入的主要來源。約旦缺乏煤炭儲量、水力發電、大片森林、有商業開採價值的石油蘊藏，因此依賴天然氣以滿足93%本地能源需求。2003年美國入侵伊拉克前，約旦一直依賴伊拉克的石油。約旦設有多個工業區發展製造業，包括紡織、航天、國防、信息和通信技術、醫藥和化妝品。
在過去幾年中，約旦經濟增長放緩，平均為2％左右。2011年外債總額為190億美元，佔國內生產總值六成，2016年增至351億美元，佔國內生產總值的93.4％。外債大幅增加，歸因於區域不穩定造成的影響，包括旅遊活動減少、外國投資減少、軍費增加、埃及供應該國的天然氣管道受襲、與伊拉克和敘利亞的貿易崩潰、收容敘利亞難民的費用、貸款的累積利息。根據世界銀行，約旦收容敘利亞難民，每年花費超過25億美元，相當於國內生產總值的6％、政府年度收入的25％。在約旦收容敘利亞難民後，難民和國民出現就業競爭，工資增長大幅下降，從2011年一直持續到2018年。約旦國內生產總值的五大行業，包括政府服務業、金融業、製造業、運輸業、旅遊和酒店業，均受敘利亞內戰嚴重影響，63%成本由約旦承擔，外國援助只佔小部分。政府通過一項緊縮計劃，目標在2021年將債務與國內生產總值的比率降至77％，成功防止債務在2018年升至95％以上。

## 匯率
下表為約旦國內生產總值，由國際貨幣基金組織按市場價格估計，以百萬約旦第納爾為單位。
| 年份 | 國內生產總值 | 美元匯率        | 通脹指數 (2000年=100) |
| ---- | ------------ | --------------- | --------------------- |
| 1980 | 1,165        | 0.29 約旦第納爾 | 35                    |
| 1985 | 1,971        | 0.39 約旦第納爾 | 45                    |
| 1990 | 2,761        | 0.66 約旦第納爾 | 70                    |
| 1995 | 4,715        | 0.70 約旦第納爾 | 87                    |
| 2005 | 9,118        | 0.70 約旦第納爾 | 112                   |

按購買力平價計算，每美元可兌換0.359約旦第納爾。
約旦人口為6,342,948，2009年平均工資為每小時4.19美元。

## 經濟槪況
世界銀行把約旦列為收入中上的國家。根據美國傳統基金會公布的經濟自由度指數，約旦是中東和北非地區中自由度排名第三的經濟體，僅次於巴林和卡塔爾，全球排名第32位。根據世界經濟論壇的《全球競爭力報告》，約旦的基礎設施全球排名35位，高於科威特、以色列和愛爾蘭等波斯灣和歐洲國家。2010年KOF全球化指數排名中，約旦位列中東和北非地區首位。國際貨幣基金組織把約旦銀行業列為高度發達，與海灣阿拉伯國家合作委員會國家和黎巴嫩齊名。

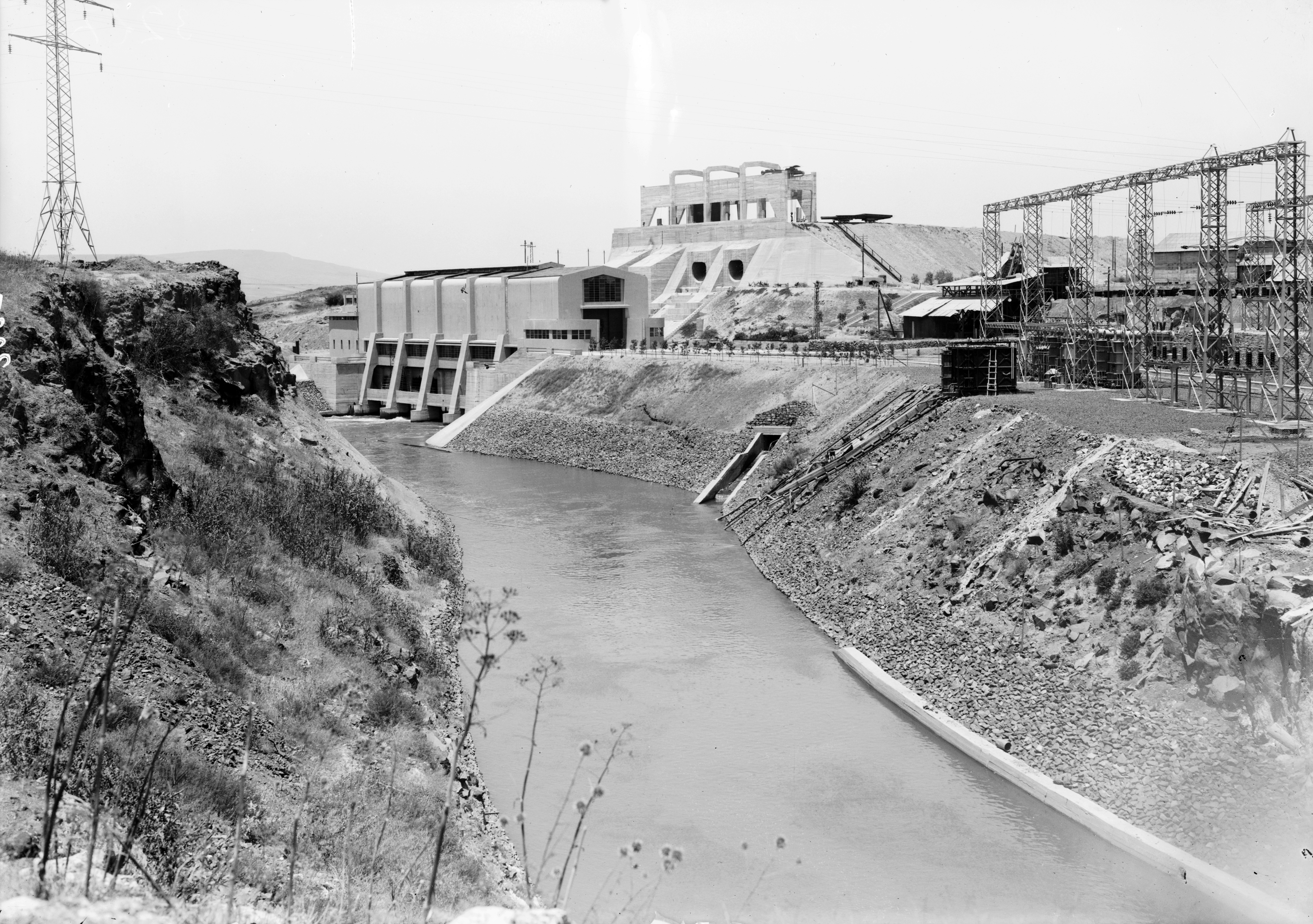
和平島變電廠

約旦的官方貨幣是約旦第納爾，下分為100皮阿斯特或1,000菲爾。1995年10月23日起，第納爾與國際貨幣基金組織的特別提款權正式掛鉤。匯率實際上固定為每1美元兌0.709第納爾，相當於每1第納爾兌1.41044美元。中央銀行以0.708第納爾購入美元，以0.7125第納爾賣出美元，而交易所的美元購入和賣出價分別為0.708和0.709。
約旦被認為是海灣國家以外最發達的阿拉伯市場之一。在2012年全球零售發展指數30個最具吸引力的零售市場中，約旦排名第18位。 約旦是2010年全球物價第19高的國家，也是生活費用最高的阿拉伯國家。
約旦自2000年成為世界貿易組織的成員國。 《2009年全球貿易促進報告》中，約旦在阿拉伯世界排名第四，次於阿聯酋、巴林和卡塔爾。2001年12月與美國的自由貿易協定生效，幾乎所有商品和服務的徵稅將在2010年前逐步取消。

### 匯款流入
約旦的匯款流入量增長迅速，特別在1970年代和1980年代末期，開始向波斯灣國家輸出高技能勞工。對許多發展中國家而言，移民匯款是外部資金的重要來源，其中包括約旦。根據世界銀行的數據，2010年約旦匯款金額約3億美元，在所有發展中國家中排名第十。在過去十年中，約旦一直躋身前20名匯款收受國之列。 2010年阿拉伯貨幣基金組織（AMF）的統計數據顯示，約旦是阿拉伯國家匯款的第三大收受國，僅次於埃及和黎巴嫩。約旦人出國工作，主要以沙特阿拉伯和阿聯酋為目的地，數據顯示約九成出國工作的約旦人前往波斯灣國家。
約旦的技術工人比例是該地區最高之一，許多大型環球生產軟件和硬件的資訊科技公司設有據點，反映該國成為穩定基地的吸引力，其高素質的人力資源可為更廣泛的地區提供服務。2012年1月，創投公司Finaventures的創始人發表報告，指安曼是全球創辦科技公司十大最佳城市之一。
約旦失業率高企，2010年第四季為11.9%，有估計指高達四分之一勞動年齡人口失業，生活在貧困線以下的國民佔13.3%。自1970年代中期，海外匯款是最重要的外匯收入來源，也是經濟發展和提高人民生活水平的決定性因素。
農業佔約旦國民生產總值的比重不斷減少，1950年代早期接近四成，1967年6月戰爭前夕為17%，1980年代中期為6%左右。
約旦國際防務展（SOFEX）是區內唯一的特別行動和國土安全展覽及會議，增長速度冠絕全球。約旦為區內和國際提供先進軍事貨物和服務。2009年9月，阿卜杜拉二世設計及發展局工業園（KADDB Industrial Park）啟用，位於馬弗拉克，專門生產國防製造業，預計2015年提供約1萬5千個就業機會，投資量達5億約旦第納爾。國際智庫戰略遠見集團（Strategic Foresight Group）發表報告，估算1991年至2010年間中東衝突的機會成本為12萬億美元，其中約旦佔近840億美元。
約旦的手機普及率為138%，互聯網普及率為63%，其中41.6%手機為智能手機，高於美國的40%和英國的26%。97%家庭擁有至少一台電視機，而90%家庭使用衛星接收。此外，61%家庭擁有至少一台個人電腦或筆記本電腦。
根據投資調查，約旦被評為全球第九最佳外判目的地。2012年，安曼是全球創辦科技公司十大最佳城市之一，被稱為「中東矽谷」。
約旦曾經6次主辦中東和北非世界經濟論壇，並計畫於2013年第七次在死海舉行。安曼每半年舉辦奔馳時裝週，該類盛會通常在紐約、巴黎和米蘭舉行，而安曼是該地區唯一的舉辦城市。

### 生活水平
約旦擁有非宗教政府，是中東最自由的國家之一。2010年人類發展指數中，約旦被評為高度發展級別，在阿拉伯國家中排名第七位，低於波斯灣國家和黎巴嫩。2010年《國際生活》雜誌發表生活質素指數，約旦得分55.0，在中東和北非地區排名第二位，僅次於以色列。
數十年以來，約旦政治穩定，加上嚴格執法，成為全球最安全的10個國家之一。2010年《新聞周刊》發表的全球最佳國家名單中，約旦排名第53位，在阿拉伯國家位列第三，次於科威特和阿聯酋。約旦是公民夜間在街上步行感覺安全的十大國家之一。
2011年，63%的本地工作人口和12萬名外國人擁有社會保障，當局計劃推展至其他國內和國外生活的工作人口、學生、家庭主婦、企業擁有者和失業人士。根據人類貧困指數，約旦只有1.6%國民日薪低於2美元，比例是發展中世界最低的國家之一。
2010年蓋洛普全球福利調查中，三成約旦人形容自己的財務狀況為「昌盛」（thriving），比例高於大多數阿拉伯國家，低於卡塔爾、阿聯酋、科威特和沙特阿拉伯。2008年，約旦政府推出「體面住房，體面生活」計畫，在未來5年興設12萬套保障性住房，在必要時額外加建10萬套。

### 主要指標
下表是1980年至2017年的主要經濟指標。
| 年份                                          | 1980   | 1985    | 1990    | 1995    | 2000    | 2005    | 2006    | 2007    | 2008    | 2009    | 2010    | 2011    | 2012    | 2013    | 2014    | 2015    | 2016    | 2017    |
| --------------------------------------------- | ------ | ------- | ------- | ------- | ------- | ------- | ------- | ------- | ------- | ------- | ------- | ------- | ------- | ------- | ------- | ------- | ------- | ------- |
| 國內生產總值 （購買力平價，單位︰國際元）     | 82.5億 | 132.4億 | 150.6億 | 229.9億 | 292.6億 | 447.7億 | 498.8億 | 554.0億 | 605.7億 | 643.7億 | 666.6億 | 698.0億 | 729.7億 | 762.4億 | 800.1億 | 828.1億 | 855.5億 | 891.0億 |
| 人均國內生產總值 （購買力平價，單位︰國際元） | 3,693  | 4,903   | 4,341   | 5,391   | 6,025   | 8,180   | 8,907   | 9,679   | 10,353  | 10,634  | 10,905  | 11,169  | 11,422  | 11,676  | 11,986  | 12,135  | 12,264  | 12,494  |
| 國內生產總值增長率 （實際）                   | 11.2 % | −2.7 %  | −0.3 %  | 6.2 %   | 4.3 %   | 8.1 %   | 8.1 %   | 8.2 %   | 7.2 %   | 5.5 %   | 2.3 %   | 2.6 %   | 2.7 %   | 2.8 %   | 3.1 %   | 2.4 %   | 2.0 %   | 2.3 %   |
| 通脹率 （百分率）                             | 10.9 % | 2.8 %   | 16.2 %  | 2.4 %   | 0.7 %   | 3.5 %   | 6.3 %   | 4.7 %   | 14.0 %  | −0.7 %  | 4.8 %   | 4.2 %   | 4.5 %   | 4.8 %   | 2.9 %   | −0.9 %  | −0.8 %  | 3.3 %   |
| 國債 （佔國內生產總值的百分比）               | ...    | ...     | 220 %   | 115 %   | 100 %   | 84 %    | 76 %    | 74 %    | 60 %    | 65 %    | 67 %    | 71 %    | 81 %    | 87 %    | 89 %    | 93 %    | 95 %    | 96 %    |

## 行業

### 農業、林業和漁業
農業產量增加，但佔經濟的比例穩步下降，2004年僅佔國內生產總值的2.4%。2002年，約4%勞動人口從事農業。約旦河谷出產的水果和蔬菜是最賺錢的農作物，包括西紅柿、黃瓜、柑橘和香蕉，其餘作物尤其是穀物因缺乏穩定降雨而出現產量波動。對於整體經濟而言，漁業和林業的貢獻是微不足道。漁業由現場捕撈和水產養殖組成，比例各半，2002年活捕漁穫超過1,000噸。林業對經濟的貢獻更小，2002年砍伐原木約24萬立方米，絕大部分用作薪柴。

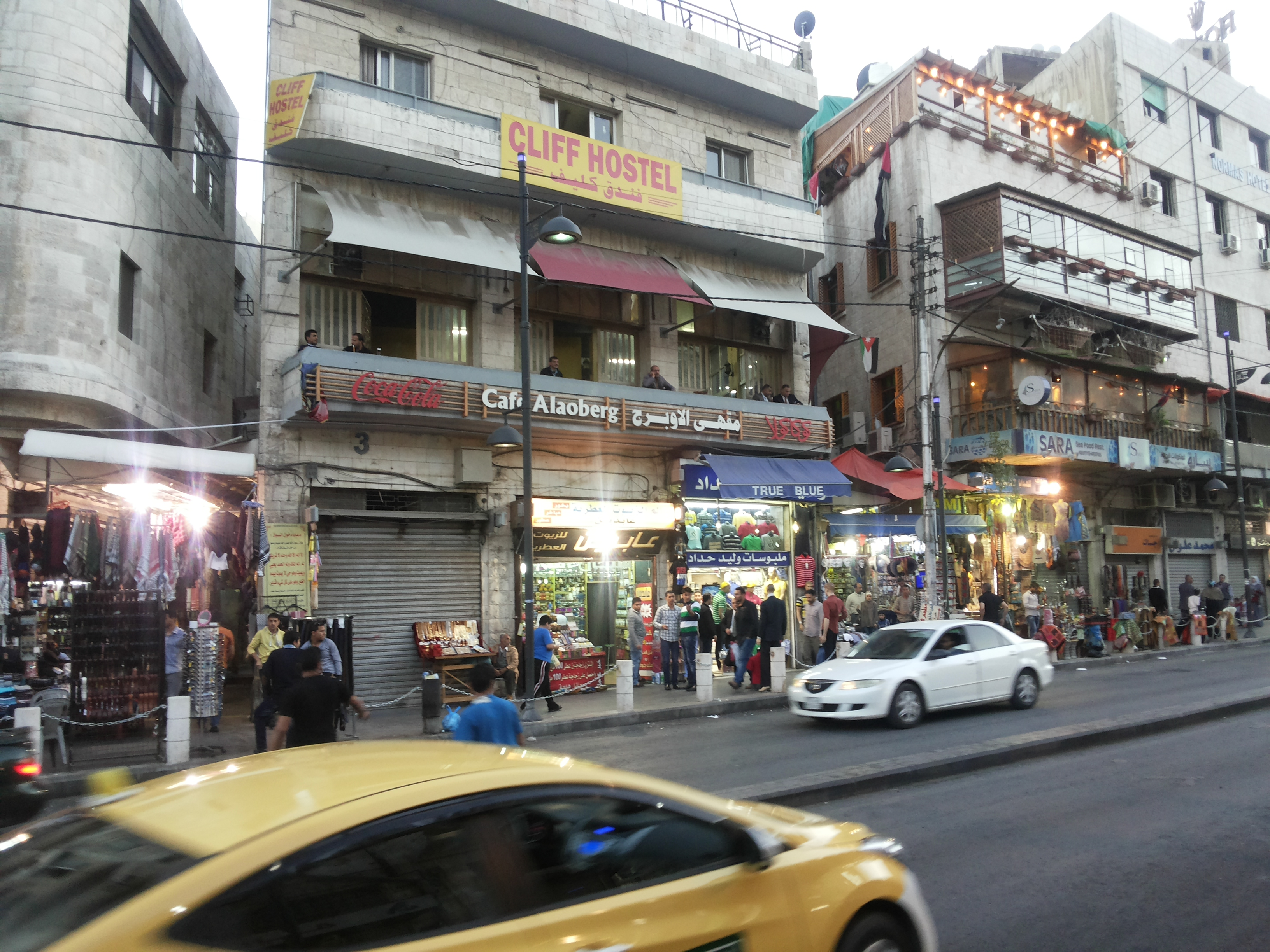
安曼省的咖啡廳民宿

### 採礦和礦物
約旦的主要經濟出口礦物有鉀鹽和磷酸鹽，2003年出產約200萬噸鉀鹽，出口收入1.92億美元，是該國第二最賺錢的出口產品。2004和2005年的鉀肥產量分別為190萬和180萬噸。2004年出產約675萬噸磷礦石，出口收入1.35億美元，是第四大出口產品。2005年出產640萬噸磷酸鹽原料，是世界第三大生產國。除上述兩種主要礦物外，約旦也開採少量未精製的鹽、銅礦石、石膏、錳礦石和製造陶瓷的礦物前體（如玻璃砂、粘土和長石）。

### 工業和製造業
2004年，約旦的工業佔國內生產總值約26%，其中製造業、建造業和採礦業分別佔16.2%、4.6%、3.1%。2002年，該行業僱用超過21%的勞動人口。主要工業產品有鉀鹽、磷酸鹽、醫藥、水泥、成衣和化肥。建造業是最有前景的行業，在過去幾年中，總部設於約旦的外國企業對住房和辦公室的需求迅速增加，以便進入伊拉克市場。製造業同時增長，2005年佔國內生產總值近兩成，這在很大程度上受惠於2001年獲美國參議院於批准的美國-約旦自由貿易協定，全國各地建立約13個合格工業區（QIZ），免稅進入美國市場，大部分生產輕工產品，尤其是成衣。根據約旦政府，2004年合格工業區出口總額近11億美元。
約旦與美國簽署阿拉伯世界第一份自由貿易協定，使美國成為該國的重要市場之一，將在2010年消取幾乎所有行業的出口貿易障礙。約旦與中東、北非和其他地區簽署貿易協定，將為帶來更多好處，如《阿加迪爾協議》被視為與歐盟簽訂自由貿易協定的前奏。約旦最近也與加拿大簽署自由貿易協定。此外，大量工業區提供稅收優惠政策、成本低廉的公共事業和改善基礎設施，有助培育新發展。約旦的技術水平相對較高，也是促進投資和刺激經濟的關鍵因素，特別是在增值領域。約旦沒有天然資源，但有豐富的鉀鹽和磷酸鹽儲量，被廣泛應用於化肥生產。2008年，這些行業的出口總價值預計10億美元。其他重要工業包括醫藥和紡織品，前者2006和2008年上半年出口量分別為約4.35億和2.6億美元，而後者2007年出口總值11.9億美元。約旦工業擁有高價值，但該國面臨不少挑戰，依賴進口原材料使價格波動，食水和電力短缺導致持續發展困難。儘管如此，約旦的經濟開放，加上屹立多年的化肥和製藥業，將繼續為該國帶來穩實的外匯收入。

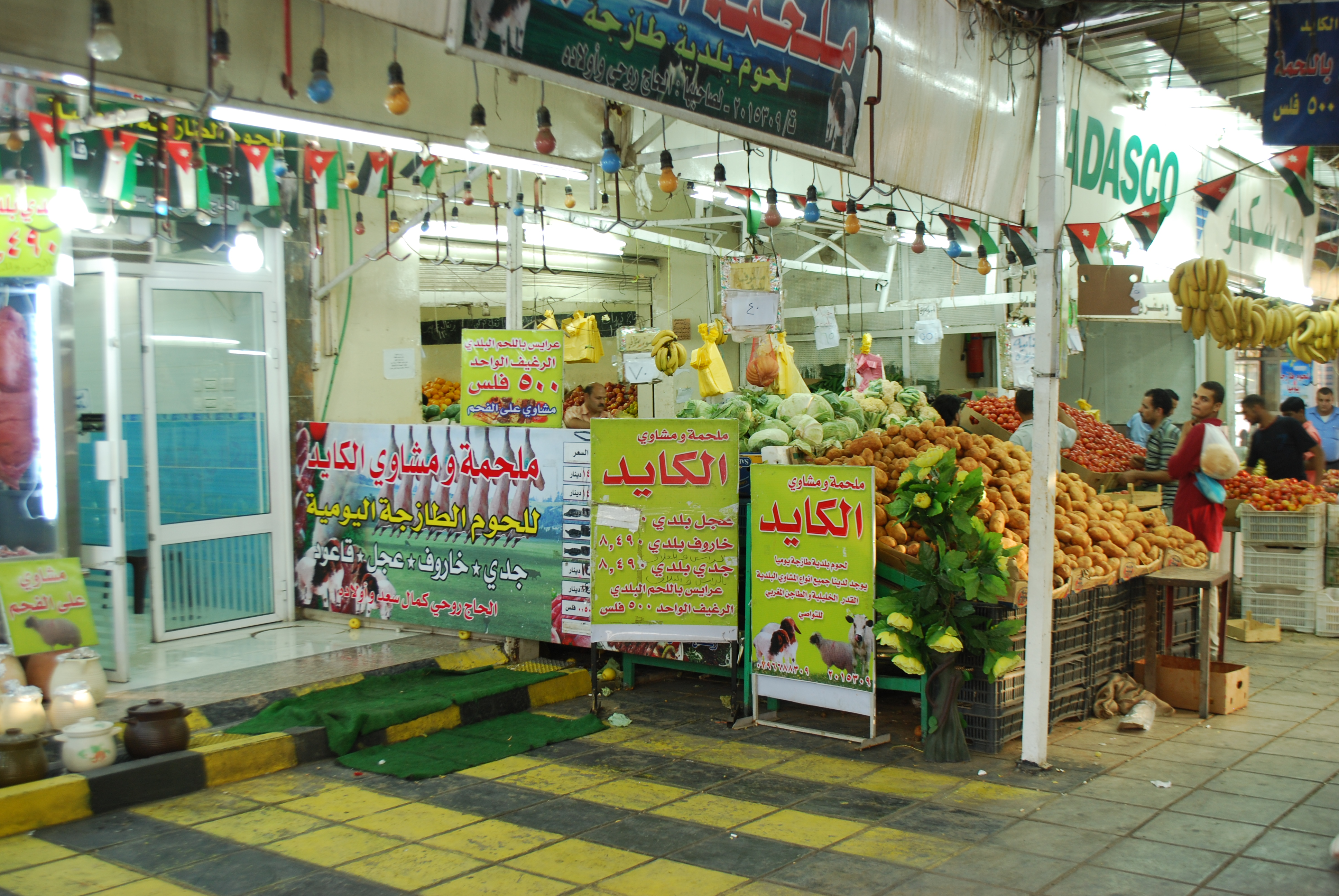
亞喀巴市的超市(2010)

約旦擁有多個工業區和特殊經濟區，旨在增加出口量，發展為工業大國。馬弗拉克經濟特區專注於工業和物流，通過航空、公路和鐵路成為連接周邊國家的區域物流樞紐，甚至發展至歐洲和波斯灣。馬安經濟特區以工業為主，滿足國內需求，減少對進口的依賴。隨著全國鐵路系統正在建設中，約旦貿易增長預計顯著，加上地理位置和天然資源優勢，將成為地中海東部和中東地區的整體貿易樞紐。

### 電訊和資訊科技業
電訊業每年生產10億美元，固網、流動和數據服務核心市場的每年收益估計約8.36億約旦第納爾（11.8億美元），相當於國內生產總值的13.5%。2001年電信自由化後，約旦的資訊科技業是該地區最發達和有競爭力。手機業現時是競爭最激烈的電訊市場，市場份額相當均勻地分布於三大運營商之間，佔有率分別是39%、36%和25%。2007年底數據顯示，市場朝著更平等的趨勢發展，其中一間公司的市場份額在短短一年間從2006年的47%下降至39%，用戶由其他兩家運營商所吸納。競爭加劇使定價更有利於消費者。目前，流動電話普及率為八成左右。
2000年，約旦制定進取的國家戰略，由國王直接領導私營機構舉措。約旦信息技術協會成立，發展私營機構，通過資訊科技業以準備發展新型經濟，並與約旦信息技術部合作，實現自動化和現代化的國家目標。最新的策略旨在訂下精確目標，將引領行業直至2011年。目前，電訊和資訊科技業佔國內生產總值的間接比例為超過14%，數字包括外國投資和國內總收入。就業數目逐漸增長，2008年增至6萬個間接職位。政府正努力解決相關的就業和教育問題，通過發展信息和通訊技術的培訓和機會，以提高社會整體的滲透率。約旦政府為未來三年訂下目標，擴大行業規模近一倍至30億美元，增加互聯網用戶滲透率至50%。
1991年海灣戰爭後，該行業發展蓬勃，增長來自大量從海灣國家湧入的移民，科威特的約旦僑民佔大部分，總計人數約幾十萬，這股熱潮在很多方面影響約旦，其中包括電訊和資訊科技業。

### 能源業
能源可能是約旦經濟持續增長的最大挑戰。石油價格飆升，高峰期每桶超過145美元，致使約旦政府為該行業制定宏偉的計劃，投資140億美元，以處理國內資源缺乏的問題，減少對進口能源的依賴。現時進口能源佔96%，可再生能源的比例逐步增加，在2020年和2035年分別滿足一成和六成需求。2007年，政府宣布縮減能源補貼，包括燃料和電力的累退補貼。另一方面，該國政府開放行業競爭，打算為所有規劃中的新能源項目進行國際招標。
約旦與多數鄰近國家不同，沒有龐大的石油資源，嚴重依賴石油進口，以滿足國內能源需求。2002年，約旦已探明石油儲量為44.5萬桶（70,700立方米），2004年每日生產量40桶（6.4立方米）遠低於消耗量10.3萬桶（16,400立方米）。美國政府數據顯示，2004年石油每日進口量約10萬桶（1.6萬立方米）。2003年伊拉克入侵約旦，打斷從東面輸入的主要石油供應路線，當時在薩達姆·侯賽因統治下，通過陸路卡車運輸相對便宜的原油。自2003年底，亞喀巴港口的油輪成為替代補給路線。約旦的石油主要進口自沙特阿拉伯，其次是科威特和阿聯酋。該國為沙特和阿聯酋的原油提供補貼，但水平低於伊拉克原油。
隨著油價持續高企，約旦開發其豐富油頁岩資源的興趣增加。該國總儲量估計約400億噸，其中40億噸可以開採，合共生產280億桶（4.5立方公里）石油，日產量達10萬桶（16,000立方米）左右。約旦的油頁岩儲量是世界第四大，蜆殼公司、巴西石油和愛沙尼亞能源公司（Eesti Energia）等數間公司正與該國政府談判開採油頁岩。
約旦的天然氣使用量增加，以滿足國內能源需求，尤其在發電方面。2002年估計天然氣蘊藏量有限，只有約60億立方米，但新估計總量較高。2003年，該國生產和消耗估計約3.9億立方米天然氣，主要來自東部的里沙（Risha）氣田。2010年代早期以前，約旦的進口天然氣主要經阿拉伯天然氣管道輸入，該管道從埃及的阿里什油庫，經亞喀巴連接約旦北部兩座大型發電站，每年供氣量約10億立方米。2013年，埃及的西奈半島出現叛亂活動，加上國內天然氣短缺，該國停止向約旦供應天然氣。有鑑於此，約旦在亞喀巴港建造液化天然氣油庫，以便天然氣進口。2017年，連接以色列的小型天然氣管道完工，向死海地區附近的阿拉伯鉀鹽公司（Arab Potash）工廠供氣。2018年，約旦正在建設連接以色列北部的大型管道，預計將於2020年開始運營，每年輸送3億立方米天然氣，以滿足大部分的天然氣需求。
約旦的電力，主要來自國營的約旦國家電力公司（NEPCO），佔總量94%。2000年代中期以後，當局倡行私有化措施，以增加獨立的發電設施，比利時公司開始運營安曼附近一座新發電站，估計容量為450兆瓦。約旦的其他主要電力來源，包括扎爾卡和亞喀巴的發展站，容量分別為400兆瓦和650兆瓦。2003年，約旦全國消耗近80億千瓦小時的電力，而發電量只有75億千瓦小時。2004年，發電量上升至87億千瓦小時，但產量必須持續增加以滿足需求，政府估計將每年增長約5%。約旦約99%人口使用電力。

### 運輸
2007年，約旦的運輸和通信業佔21.4億美元，佔國內生產總值一成左右。約旦政府清楚知道運輸業對服務和工業導向經濟的重要性，在2008年制定新的國家運輸策略，旨在使該行業得以改善、現代化和進一步私有化。伊拉克的安全危機持續，目前沒有解決辦法，有利於約旦運輸業的整體前景，該國是前往伊拉克的貨物和人流的主要樞紐之一，而約旦的遊客量亦不斷增加。在不久的將來，約旦運輸業有多項重要發展，包括亞喀巴主要港口搬遷、國家鐵路系統落成、阿勒婭王后國際機場興建新客運大樓。燃油價格波動對運營成本造成負面影響，阻礙該行業增長，平均增長率約6%。另一方面，燃料價格不穩定提供大量誘因，推動私人投資替代交通工具，例如公共巴士和改進火車。

### 媒體及廣告
約旦的國營媒體有重要的影響力，但近年媒體業努力進行私有化和自由化。市場研究公司易普索根據官方數字，估計廣告業在媒體宣傳的花費約2.8億美元，其中八成用於報紙，其次是電視、廣播和雜誌。2007年，約旦取消推出第一家私營電視台ATV，國營的約旦電視JTV繼續是唯一的電視台。近年約旦的博客、網站和新聞門戶網站數量大幅增加，以作為新聞信息來源。媒體種類增加是好現象，將推動廣告收入和私人發展。
2007年，約旦廣告業表現出色，錄得增長30%。大多宣傳專家預計，在近十年兩位數增長後，將在2008年相對放緩。2008年上半年沒有大型活動的計畫，有別於2007年。約旦的人均廣告業支出正追趕地區其他國家，增長率將隨著行業成熟而逐步減少。2000年廣告總支出7,700萬美元，2007年增加至2.8億美元，增長率為260%。2007年，電信業是最大的廣告來源，佔市場份額兩成左右，其次是銀行及金融業（12%）、服務業（11%）、房地產（8%）和汽車業（5%）。該行業的未來首要工作，包括發展職業培訓、利用新媒體市場，以渡過經濟衰退期。

### 服務業
服務業佔2004年國內生產總值的七成以上，在2002年聘用近四分之三的勞動人口。

無論是根據區域或國際標準，約旦的銀行業被普遍認為是先進的。2007年，15間上市銀行的利潤總額為6.4億約旦第納爾（折合約9.09億美元），增長14.89%。2007年強勁增長達6%，年底淨信貸金額增加至179億約旦第納爾（折合約254億美元），增長20.57%，主要來自貿易、建築和工業。2006年安曼證券交易所市場大瀉，許多受影響的銀行在2007年專注於核心銀行業務，淨利息及佣金收入增加至13.2億約旦第納爾（折合約18.7億美元），增長16.65%。2007年股市回升，投資組合總收益損失減少。按照環球標準，約旦銀行業的規模屬於小型，但引起的區域投資者強烈興趣，他們大多來自黎巴嫩和海灣合作委員會國家。約旦中央銀行的新規定，加上政局穩定，有助創造良好投資環境，同時保守政策避免受2009年全球金融危機的打擊。2009年，約旦是少數銀行溢利的國家之一。
根據約旦央行數字，2007年建築業表現強勁，估計貢獻4.77億約旦第納爾（折合約6.78億美元），佔國內生產總值的4.25%。大安曼市（Great Amman Municipality）首都總體規畫完成，面積從現時700平方公里，將在2025年增加到1,700平方公里，安曼正從低層建築物為主流，逐步發展高樓大廈。除安曼以外，其他城市均有重大發展，扎爾卡快速建造住宅，亞喀巴改造成商業和旅遊中心，死海沿岸建設一系列高級酒店和旅遊度假區，同時正在興建機場新客運大樓、安曼環城公路和來往首都和扎爾卡之間的輕軌系統。
2007年約旦的建設和房地產市場繼續增長，但較往年放緩，土地測量局錄得貿易額56億約旦第納爾（折合約80億美元），高於2005年52億約旦第納爾（折合約74億美元）。2004年和2005年增長率分別為75%和48%，房地產在驚人增長時期過去後，仍因持續供不應求而前景光明，該國繼續是吸引外國企業、購買第二房產者和海外工作約旦人的投資目的地。約旦人口持續大幅增長，加上處於中東心臟的優越地理位置，是利好的主要市場因素，未來幾年前景將是光明。約旦正在多處建設甲級辦公空間，預計需要幾年時間來消除供求差距。隨著安曼零售市場可能在短期內飽和，地產開發商轉向其他城市興建超市和商場。
約旦的保險市場有29家公司營運，相對人口只有570萬，情況算是飽和，監管機構鼓勵進行兼併和收購活動。在市場保費份額方面，汽車保險佔42.4%、醫療保險佔18.6%、火災和財產損失17%、人壽保險9.8%、海洋和運輸7.9%及其他保險4.3%。2006年保險業佔國內生產總值的2.52%，較2005年的2.43%上升，短期和長期的目標分別訂為7%和10%。約旦的保險業擁有巨大潛力，現時尚未完全發展，面對的兩大挑戰包括地區價格上漲和消費者對產品缺乏認識，而宗教等文化因素增加滲透市場的難度。約旦的生活成本上漲，國際貨幣基金組織預測2008年通脹率達9%，但薪金水平不變，消費者的可用收入減少。約旦人普遍考慮把支出優先，而強制汽車保險以外的產品被視為奢侈品。在未來一年，保險市場可能出現少量變化。業界人士期望，監管機構和法律制度工作者充分合作，以改善保險法律。

### 旅遊業
約旦旅遊業的有利因素包括歷史深厚、古老遺址、溫和地中海氣候、地理環境多樣化，現時潛力未有充分發揮。儘管國王利用個人魅力，加上推銷活動日漸成熟，但旅遊業仍受到地區政治不穩的不利影響。2004年約旦旅客超過500萬人次，旅遊業收入13億美元，收入在2005年上升至14億美元。約旦的旅遊貿易大部分來自中東其他地區，原因是較鄰國相對穩定、開放和安全，這有助未來幾年該行業的增長潛力。旅遊業仍然是約旦經濟的重要部分，佔國內生產總值一成，提供約3萬個直接工作崗位。2007年，阿拉伯和海灣的遊客數量下降，旅遊業整體仍穩步增長，2007年首11個月收入21.1億美元，較2006年同期18.6億美元增加13%。
2004年國家旅遊戰略（NTS）成立，負責監管旅遊業直至2010年，目標把旅遊收入翻倍和增加旅遊相關的工作崗位至91,719個。首個目標已經達成，而第二個目標面對挑戰，從業人數從2004年的23,544，上升至2007年的35,484。雖然增幅相當驚人，但數目仍不到目標9萬的一半。該戰略計畫把約旦發展為高檔遊客的精品目的地，並列出七個優先項目或小型市場，包括文化遺產（考古學）、宗教、生態旅遊、健康、歷險、會展（MICE，會議、獎勵旅遊、大會和展覽）、郵輪。
約旦旅遊局的推廣預算，從去年600萬約旦第納爾（折合約852萬美元），增加至1,150萬約旦第納爾（折合約1,630萬美元）。約旦旅遊業增長平穩，加上正在籌備大型項目，在過去幾年整體上有所改善，但仍須加強基礎設施和推廣工作。

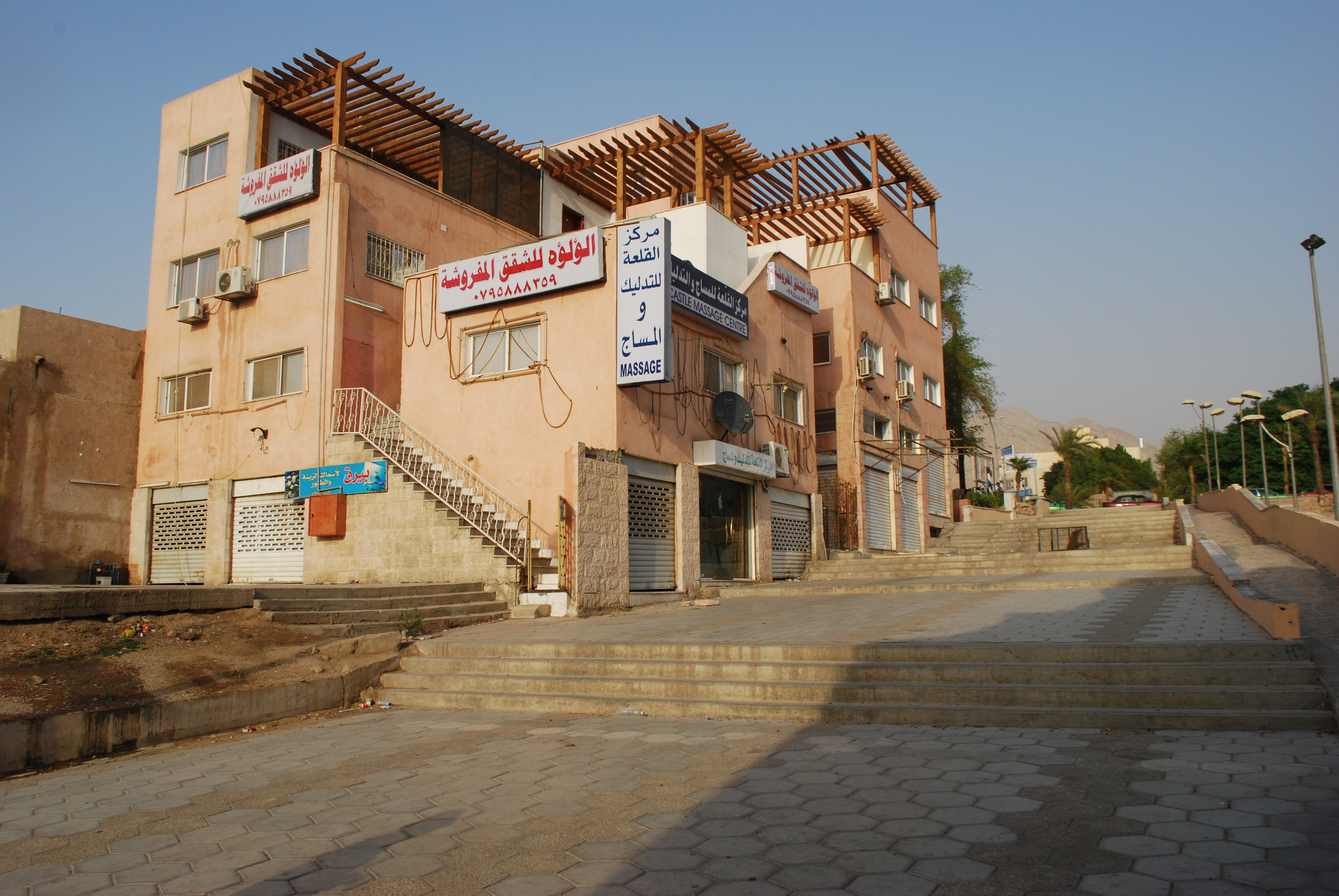
農村商業

## 對外貿易

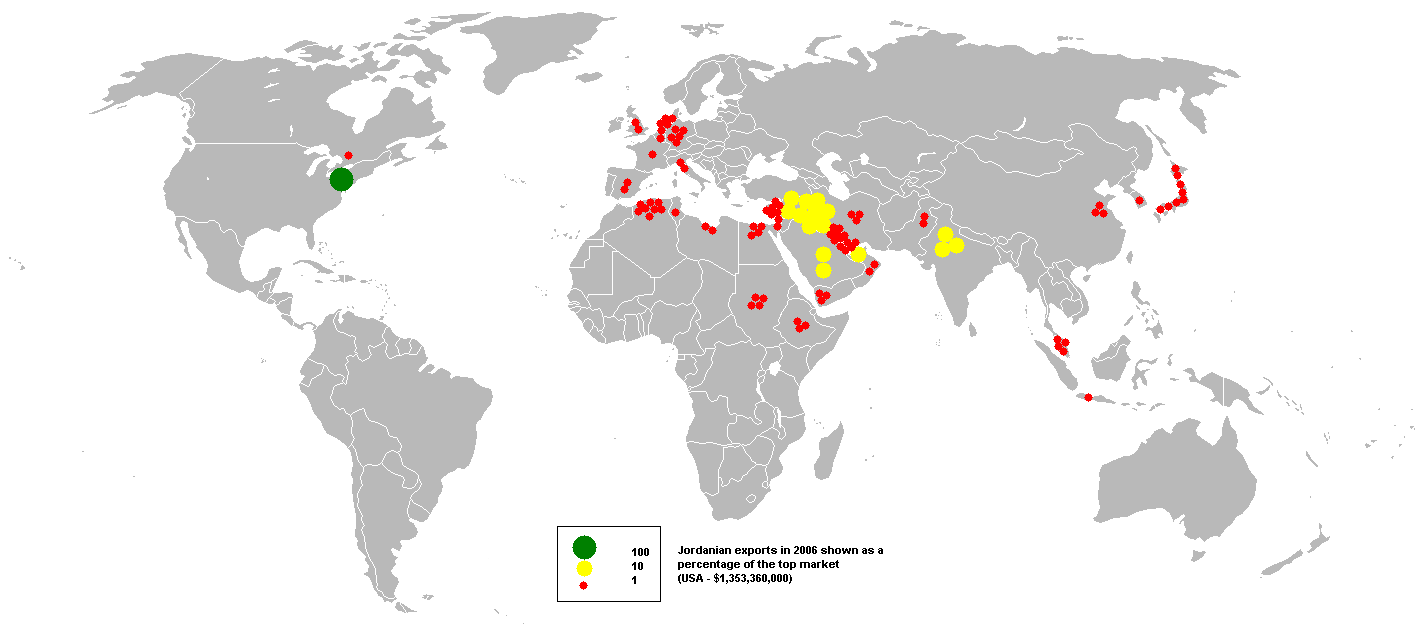
2006年約旦出口

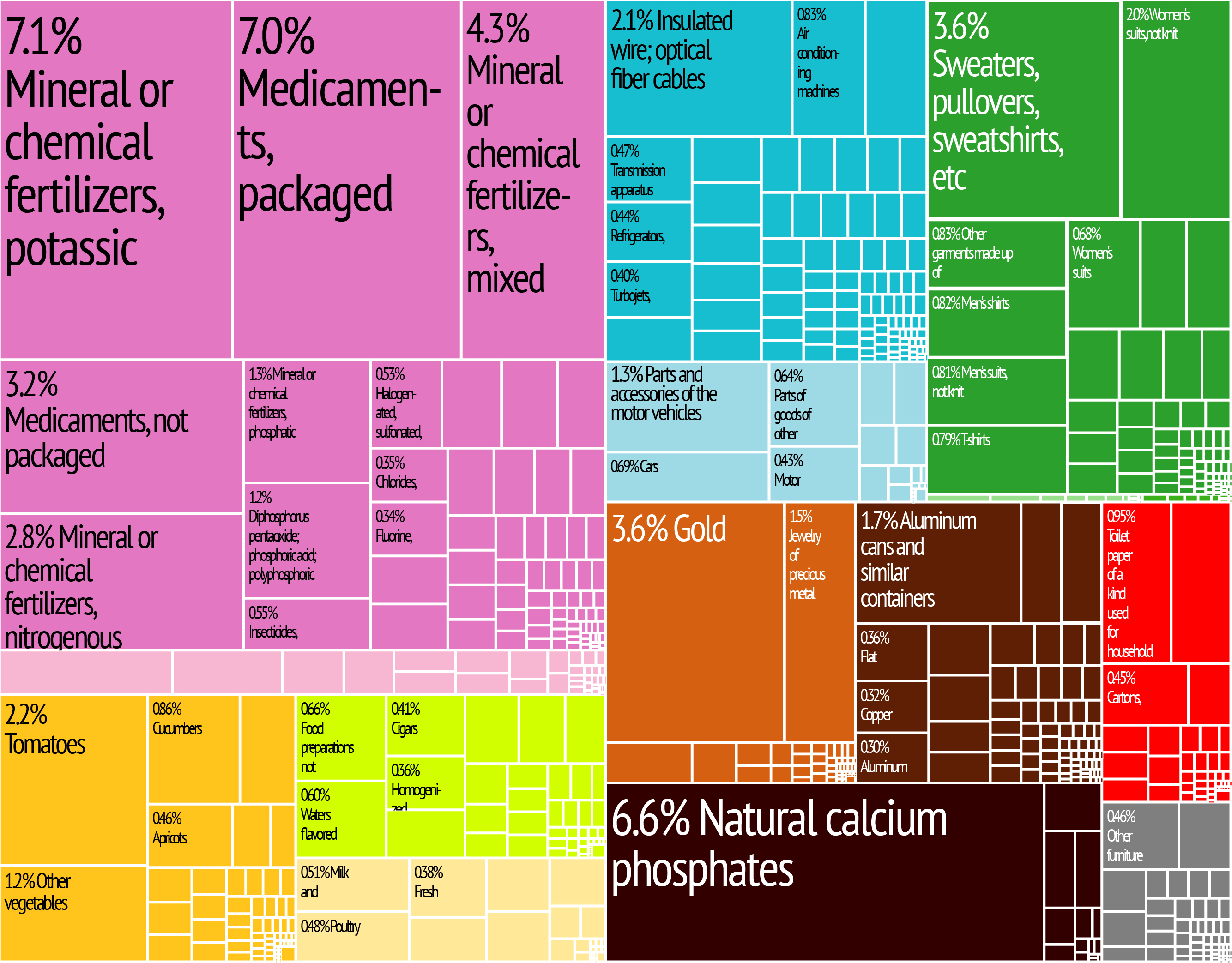
約旦出口比重

自1995年以來，經濟增長一直在低水平，實際國內生產總值每年增長僅1.5%左右，官方公布失業率一直徘徊在14%，而非官方估計為兩倍。財政赤字和公共債務高企，並持續增加，但由於貨幣政策穩健和與美元掛鉤，通脹水平仍然很低。製成品的出口量每年上升9%。貨幣穩定性一直加強，即使1998年地區局勢出現緊張，其後1999年侯賽因國王病重逝世。
約旦與以色列簽署和平條約，預期貿易和旅遊業增長，但結果令人失望，與約旦河西岸地區和加沙地帶的貿易受到安全相關的限制，導致出口大幅下降。阿卜杜拉國王登位後，改善與波斯灣阿拉伯國家和敘利亞的關係，但真正經濟利益甚微。最近，約旦著重加入世貿組織和與美國簽署自由貿易協定，以出口帶動增長。

## 投資
2005年，世界銀行估計約旦上市公司的市值為376.39億美元。

## 薪金
2015年求職網站Bayt.com進行中東及北非薪酬調查顯示，海灣合作委員會國家的受訪者中有49％對2014年的加薪幅度感到滿意，比例高於黎凡特地區的42％。

## 亞喀巴
亞喀巴人口只有10萬，卻成為吸引投資的模範，國內和國外投資在十年內急劇增加，人口將在未來10年翻倍。該鎮享有天然優勢，位於約旦南端紅海沿岸，處於沙特阿拉伯和以色列之間，毗鄰蘇伊士運河，前往中東和非洲的重要貿易中心相當便捷。亞喀巴擁有約旦唯一的深水港，佔據大部分該國有限的27公里海岸線。2001年亞喀巴經濟特區（ASEZ）成立，負責這方面的發展。
亞喀巴經濟特區佔地375平方公里，提供多項稅收和關稅優惠政策、完整的利潤匯回權利、靈活的經營法規。大多數經濟活動統一徵收5%的稅率，對進口商品沒有徵收關稅，沒有貨幣限制，沒有對企業土地徵收物業稅。此外，總部設於經濟特區的公司可聘請七成外國工人，該做法因以前失業問題而惹起爭議。約旦全國的投資組合增長，約旦投資委員會指經濟特區超過投資目標33%。2006年投資金額約80億美元，較原定2020年目標60億美元高出約20億美元。經濟特區預計將進一步吸引120億美元投資，橫跨多個行業，包括旅遊、金融和工業。2008年實施的發展法，旨在制定通用框架，適用於亞喀巴模式的特殊發展區域。

## 外部連結
- 中的“Jordan Economic Development”
- Economy of Jordan （页面存档备份，存于） extracted from the CIA Factbook & Worldbank data
- ICT Association of Jordan - int@j （页面存档备份，存于）